# Veronika-Preis
Der Veronika-Preis (Veronikina nagrada) wird seit 1997 jährlich von der slowenischen Stadtgemeinde Celje für den besten Gedichtband des Jahres vergeben und gilt als bedeutende Auszeichnung für lyrisches Schaffen. Benannt ist der Preis nach der legendären Veronika Deseniška (Veronika von Deschenitz bzw. Dessenitz), einer historischen und vielfach literarisierten Figur, die an die Geschichte der Grafen von Cilli erinnert. Die Verleihung des mit 4000 Euro dotierten Preises findet üblicherweise Ende August auf der Alten Burg in Celje statt. Neben dem Preis selbst wird im Zuge der Veranstaltung auch der Preis Zlatnik poezije (Goldstück der Poesie) für ein dichterisches Lebenswerk und für die „schöpferische Veredelung der slowenischen Sprache und Kultur“ verliehen.

## Preisträger
- 1997 Iztok Osojnik: Razgledice za Darjo [Ansichtskarten für Dario]
- 1998 Aleš Šteger: Kašmir (Kaschmir. Aus Slowenischen von Gerhard Falkner und dem Autor. Wien: Edition Korrespondenzen 2001)
- 1999 Josip Osti: Kraški Narcis [Der Karst-Narziss]
- 2000 Ciril Zlobec: Samo ta dan imam [Ich habe nur diesen Tag]
- 2000 Marjan Strojan: Parnik v dežju [Dampfer im Regen]
- 2001 Milan Jesih: Jambi [Jamben]
- 2002 Miklavž Komelj: Rosa [Tau]
- 2003 Milan Dekleva: V živi zob [In den empfindlichen Zahn]
- 2004 Erika Vouk: Opis slike [Beschreibung eines Bildes]
- 2005 Ivo Svetina: Lesbos [Lesbos]
- 2006 Ervin Fritz: Ogrlica iz rad [Eine Halskette aus „gern“]
- 2007 Taja Kramberger: Vsakdanji pogovori [Alltägliche Gespräche]
- 2007 Tone Pavček: Ujedanke [Radierungen]
- 2008 Milan Dekleva: Audrey Hepburn, slišiš metlo budističnega učenca? [Audrej Hepburn, hörst du den Besen des buddhistischen Schülers?]
- 2009 Jože Snoj: Kažipoti brezpotij [Wegweiser der Weglosigkeiten]
- 2010 Andrej Medved: Razlagalec sanj [Der Traumerklärer]
- 2011 Barbara Korun: Pridem takoj [Ich komme gleich]
- 2012 Primož Čučnik: Mikado [Mikado]
- 2013 Karlo Hmeljak: Krčrk [Buchstabenkrampf]
- 2014 Petra Kolmančič: P(l)ast za p(l)astjo [Schicht/Falle um Schicht/Falle]
- 2015 Meta Kušar: Vrt [Der Garten]
- 2016 Ana Makuc: Ljubica Rolanda Barthesa [Die Geliebte des Roland Barthes]
- 2017 Boris A. Novak: Vrata nepovrata [Die Tür zum Nimmerwiedersehen]
- 2018 Tone Škrjanec: Dihaj [Atme]
- 2019 Alenka Jovanovski: Tisoč osemdeset stopinj [Tausendachtzig Stufen]
- 2020 Borut Gombač: S konico konice jezika [Mit der Spitze der Zungenspitze]
- 2021 Tina Kozin: Nebo pod vodo [Himmel unter Wasser]
- 2022 Kristina Kočan: Selišča [Siedlungen]